# Фланговий дебют
Фланговий дебют — шаховий дебют, що грається білими і характеризується грою на одному з флангів (частині шахівниці поза межами центральних d та e ліній). Білі грають у гіпермодерністичному стилі, атакуючи центр з флангу фігурами, а не займають центр пішаками. Ці дебюти часто можна побачити у грі, а 1.Кf3 і 1.c4 поступаються лише 1.e4 і 1.d4 у популярності як перший хід.
- 1. Кf3 Дебют Цукерторта – характеризується частим подальшим фіанкетуванням одного або обидвох слонів, також нерідко грається з ідеєю переходу в Англійський початок, щоб уникнути ходу e5 зі сторони чорних, але може переходити у стандартну гру з подальшими d4 або e4 за білих
- 1. c4 Англійський початок
- 1. g3 Дебют Бенко
- 1. Кc3 Дебют Данста
- 1. f4 Дебют Берда
- 1. b3 Дебют Ларсена
- 1. b4 Дебют Сокольського (Польський початок)
- 1. g4 Атака Гроба

## 1.Кf3
Якщо біля починають з 1.Кf3, то гра часто переходить у один з d4-дебютів (закриті партії або напівзакриті партії) з іншим порядком ходів (це називається транспозицією), але такі унікальні дебюти, як дебют Реті і Індійська атака короля є теж звичайними. Дебют Реті характеризується грою білими 1.Nf3, фіанкетуванням одного або двох слонів і відсутністю раннього d4 (що зазвичай призводить до одного з d4-дебютів).
Королівсько-індійська атака (КІА) — це система розвитку, яку білі можуть використовувати, щоб відповісти на більшість дебютних ходів чорних. Характеристикою КІА є 1.Кf3, 2.g3, 3.Сg2, 4.0-0, 5.d3, 6.Кbd2, і 7.e4, проте ці ходи можна робити у різному порядку. Насправді, КІА найчастіше грають після 1.e4, коли чорні намагаються зіграти одну з напіввідкритих партій, таких як Каро-Канн, Французький захист чи Сицилійський або ж навіть одну з відкритих партій, які зазвичай проходять після 1.e4 e5.

## 1.c4
Англійський початок також часто переходить у дебют d4, але він може бути незалежним і має симетричний варіант (1.c4 c5) і обернений Сицилійський захист (1.c4 e5).

## 1.f4
У дебюті Берда білі намагаються затиснути поле e5. Дебют може нагадувати обернений Данський захист після 1.f4 d5.

## Інші
Дебют Ларсена (1.b3) і дебют Сокольського (1.b4) час від часу можна побачити у грі гросмейстерів. Бенко використовував 1.g3 (дебют Бенко) і переміг Фішера та Таля у Турнірі Кандидатів 1962 року у Кюрасао.